# Couche application
 (février 2024).
Si vous disposez d'ouvrages ou d'articles de référence ou si vous connaissez des sites web de qualité traitant du thème abordé ici, merci de compléter l'article en donnant les références utiles à sa vérifiabilité et en les liant à la section « Notes et références ».
Pour les articles homonymes, voir Application.

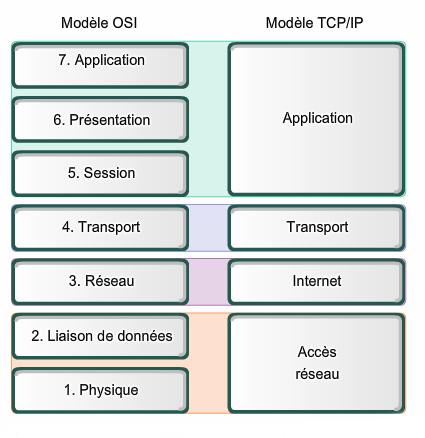
Position de la couche application dans le modèle OSI

La couche application est la 7e couche du modèle OSI.

## Définition OSI (ISO 7498-1)
La couche application est surtout, du point de vue du modèle, le point d'accès aux services réseaux. Comme le modèle n'a pas pour rôle de spécifier les applications, il ne spécifie pas de service à ce niveau.
La couche d'application représente des données pour l'utilisateur ainsi que du codage et un contrôle du dialogue : des mécanismes de communication offerts aux applications de l'utilisateur.

## Exemples de protocoles
Puisqu'il n'y a pas beaucoup de méthodes fondamentalement différentes permettant d'assurer les fonctions des couches 2 à 6, leur éventail de protocoles est donc assez restreint. En revanche, au niveau application la diversité est la règle.
En se limitant au monde IP, on trouve par exemple et sans être exhaustif :
- 4 protocoles orientés transfert de fichiers : FTP (IETF), NFS (Sun Microsystems) et AFS, SMB/CIFS (Microsoft) ;

- 5 protocoles orientés messageries : Simple Mail Transfer Protocol (SMTP), Post Office Protocol (POP), Internet Message Access Protocol (IMAP) et pour la diffusion NNTP (Usenet) et encore X.400 ;

- 3 protocoles de type « session distance » : Telnet, rlogin, Secure Shell (SSH) et des protocoles associés comme le déport d'affichage : X, XDMCP ;

- Un protocole utilisé pour l'envoi de pages HTML : HTTP ;

- Des protocoles d'exploitation et de gestion : Domain Name System (DNS) pour la résolution d'adresse, Simple Network Management Protocol pour la supervision.